# Теремецький Андрій Григорович
Андрій Григорович Теремецький (1979—2024) — солдат збройних сил України, учасник російсько-української війни.

## Життєпис
Народився 16 листопада 1979 року в смт Любеч Чернігівської області. Закінчив дев'ять класів місцевої школи, потім навчався у Чернігівському професійному ліцеї. Працював деякий час за фахом, пізніше був оператором на АЗС у Чернігові. Також працював різноробом у лісництві. 
У 1997—1999 проходив строкову військову службу.
З початком повномасштабного російського вторгнення служив на посаді номера обслуги зенітно-ракетного взводу одного з підрозділів військової частини А4674.
Загинув 15 січня 2024 року в Запорізькій області.

## Нагороди
- Орден «За мужність» III ступеня[1].